# Tectaria cherasica
Tectaria cherasica är en ormbunkeart som beskrevs av Holtt. Tectaria cherasica ingår i släktet Tectaria och familjen Tectariaceae. Inga underarter finns listade.